# Гюрджи бей джамия
Гюрджи бей джамия или Гьол джамия (на македонска литературна норма: Ѓурџи беј џамија; на турски: Gürcü Bey Camii, Göl Camii; на албански: Xhamia e Gjurxhi Beut) е мюсюлмански храм, намиращ се в град Охрид, Северна Македония.
Джамията е османска и датира от първата половина на XVII век. Разположена е в махалата Воска, на кръстовището на улиците „Васил Стефоски“ и „Бистрица“, близо до брега на Охридското езеро.